# Cangandala
Cangandala – miasto w Angoli, w prowincji Malanje.